# Байхлинген
Байхлинген (на немски: Beichlingen) е община в окръг Зьомерда, в провинция Тюрингия, Германия, с 510 жители (2015).
Байхлинген се намира на 5 км северно от град Кьоледа. Замъкът Байхлинген е споменат за пръв път в документ през 1014 г. на епископ Титмар Мерзебургски.